# گمینا فابیانکی
گمینا فابیانکی (به لهستانی:  Gmina Fabianki) یک گمینا در لهستان است که در شهرستان ووتس‌واوک واقع شده‌است. گمینا فابیانکی ۷۶٫۱ کیلومتر مربع مساحت و ۸٬۷۱۹ نفر جمعیت دارد.